# Ben Mendelsohn
Paul Benjamin "Ben" Mendelsohn (sinh ngày 3 tháng 4 năm 1969) là một diễn viên người Úc, người đã lần đầu tiên nổi tiếng tại Úc nhờ vai diễn trong phim The Year My Voice Broke (1987) và vai diễn trong bộ phim truyền hình Animal Kingdom (2010).
Kể từ đó anh đã đóng những vai trong các bộ phim như The Dark Knight Rises (2012), Starred Up (2013), Mississippi Grind (2015), Rogue One: A Star Wars Story (2016) và Darkest Hour (2017).
Mendelsohn đóng vai chính trong Netflix tựa Bloodline (2015–2017), trong đó ông đã giành giải Primetime Emmy cho Nam diễn viên phụ xuất sắc nhất trong một bộ phim truyền hình từ hai đề cử và nhận được đề cử giải Quả Cầu Vàng.

## Tiểu sử
Mendelsohn sinh ra ở Melbourne, Victoria, con trai của Carole Ann (nhũ danh Ferguson) và Frederick Arthur Oscar Mendelsohn. Cha ông là một nhà nghiên cứu y khoa nổi tiếng trước đây đứng đầu Viện Howard Florey ở Melbourne, nơi ông duy trì vị trí Giáo sư Danh dự. Ben và hai anh em trai của mình, Tom và David, cũng như mẹ anh (đã chết), một y tá đã đăng ký, sống ở Châu Âu và Hoa Kỳ trong một thời gian dài, và trở lại Melbourne học trung học. Cậu đã theo học tại trường tiểu học Heidelberg, các trường trung học Eltham High và Banyule. Anh theo ngành diễn kịch bởi vì anh nghĩ đó là một lớp học dễ dàng. Mendelsohn là người duy nhất của bạn bè của mình theo dõi buổi thử giọng cho Crawford Productions đang được quảng cáo.
Tháng 10 năm 2009, anh tham gia diễn xuất trong loạt phim Úc Who Do You Think You Are?, truy tìm nguồn gốc của ông nội, người thuộc gia đình Do Thái, cũng như những các tù nhân bên đằng ngoại của mẹ ông. Tìm kiếm một kết nối với nhà soạn nhạc Felix Mendelssohn, cuối cùng bị bác bỏ, ông đã phát hiện ra mối liên hệ với Phổ thế kỷ 19. Tổ tiên của ông là một trong số những người Do Thái Phổ đầu tiên được nhập quốc tịch tại Schneidemühl thuộc tỉnh Posen, nay là Piła ở Ba Lan hiện đại. Ông cũng có tổ tiên Hy Lạp, Đức và Đảo Anh..

## Phim đã tham gia
| Năm  | Tên phim                        | Vai diễn                                     | Ghi chú |
| ---- | ------------------------------- | -------------------------------------------- | ------- |
| 2013 | Sắc dục                         | Harold                                       |         |
| 2018 | Robin Hood                      | Cảnh sát trưởng Nottingham, kẻ thù của Robin |         |
| 2018 | Ready Player One: Đấu trường ảo | Nolan Sorrento                               |         |
| 2019 | Đại úy Marvel                   | Talos                                        |         |